# Мун Ю Ра
Мун Ю Ра (кор. 문유라; род. 13 мая 1990, Кёнгидо, Республика Корея) — южнокорейская тяжелоатлетка, участница Олимпийских игр 2012 года в категории до 69 кг.

## Карьера
Начинала в категории до 58 кг. В 2006 году заняла 8-е место на юниорском чемпионате мира, а также принимала участие во взрослом чемпионате мира, где заняла 9-е место. В 2007 году стала 3-й на юниорском чемпионате и 10-й на взрослом мировом первенстве.
Затем перешла в категорию до 63 кг. В 2009 году выиграла юниорский чемпионат, заняла 9-е место на чемпионате мира и приняла участие в Восточно-Азиатских играх, где выступила неудачно. В 2010 году стала 4-й на Азиатских играх, после чего перешла в категорию до 69 кг.
В 2011 году стала вице-чемпионкой Универсиады и 7-й на мировом первенстве. В 2012 году заняла 5-е место на чемпионате Азии. Выступала на Олимпийских играх 2012 года, однако ни разу не смогла взять вес в первом упражнении.